# Alexe Grahl
Alexandrine Rosa Elisabeth Grahl (* 31. August 1844 in Dresden; † 13. Mai 1903 ebenda) war eine deutsche Amateurfotografin.

## Leben
Sie wurde als Alexandrine Grahl, zweites Kind des Malers August Grahl und der Elisabeth Grahl geborene Oppenheim (1813–1905), in Dresden geboren. Sie stammt aus einer wohlhabenden, bürgerlichen Familie wie viele künstlerische Fotografen der Jahrhundertwende. Aufgewachsen in den Häusern ihres Großvaters, dem Palais Oppenheim und der Villa Rosa, erhielt Alexe zusammen mit ihrer jüngeren Schwester Käthe (1847–1933) Privatunterricht bei der Gouvernante Emmy Roquette, Zeichen- und Malunterricht, Musikunterricht bei einem Herrn Pfretzschner, Tanzstunden bei einer Tänzerin des Dresdner Hoftheaters. Ihre Brüder Hugo und Otto besuchten dagegen das Gymnasium.
Zeichenunterricht war für die Grahl-Kinder eine Selbstverständlichkeit, so auch für Alexe: „Großpapa (August Grahl) hatte es auch für nötig befunden, uns einen Zeichenlehrer zu nehmen … Gille, … er kam 2x wöchentlich nach Loschwitz und wir zogen dann alle, mit Zeichenbrettern und sehr viel Kohle ausgerüstet, hinauf in den Garten, wo wir die schönen alten Baumpartien skizzieren mussten … Tante Alexe war die Begabteste und sie schmierte gehörig drauf los“. So malte sie mit ihrer Schwester Rose Grahl zusammen Ornamente in einem Männerkloster in Salzburg ab, als Vorlage für Handarbeiten.
Alexe Grahl stammte aus einer naturverbundenen Familie. Der Großvater Martin Wilhelm Oppenheim stellte seine homöopathische Medizin selbst her, und die Familie sammelte die Kräuter und Heilpflanzen zum eigenen Gebrauch. Ihre Mutter sowie die Schwestern zeichneten Blumen und Blüten nach der Natur. Alexe dagegen hielt diese auf Platte fest. Sie wurde Fotografin aus Liebhaberei und Leidenschaft, wie ihr Onkel Alexander Oppenheim (1819–1898), der um 1851 eine Fotografenausbildung bei Gustave Le Gray in Paris gemacht hatte. Alexe Grahl zählt zu den wenigen ambitionierten Amateurfotografinnen der Zeit.
Im Oktober/November 1897 nahm Alexe mit ihren Aufnahmen an dem Concours Photographique organisé par „La Vie Française“ teil.

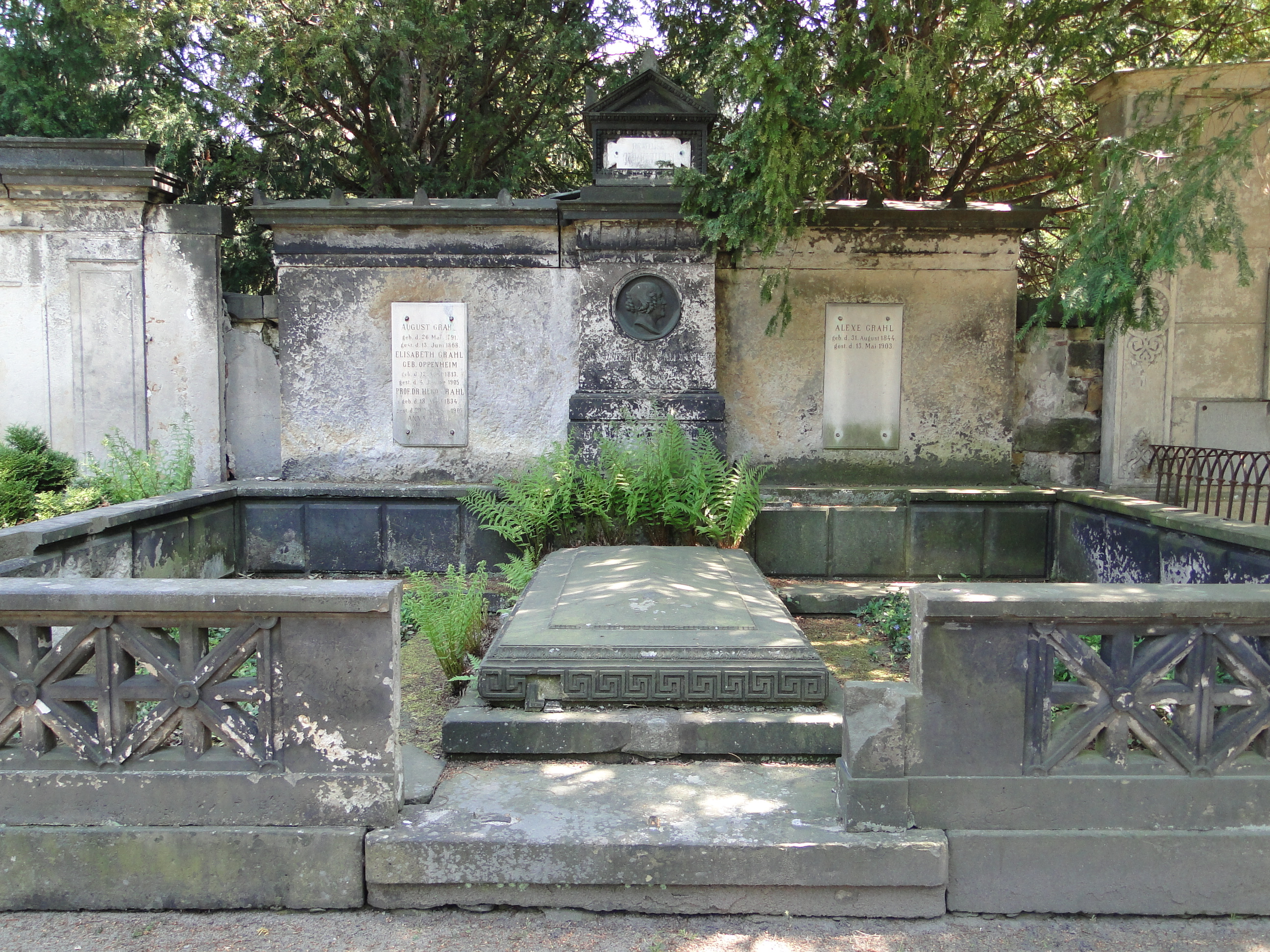
Grabstätte Rosa Oppenheim, Elisabeth Grahl, August Grahl, Hugo Grahl, Anna Grahl, Alexe Grahl

Nach dem Tod ihres Vaters 1868 lebte Alexe bei ihrer Mutter in Dresden im Haus Wiener Straße 28, bzw. im Sommer in der Loschwitzer Villa Pillnitzer Landstraße 63. Im Alter von 59 Jahren starb Alexe an Leberkrebs. Alexe Grahl wurde auf dem Trinitatisfriedhof in der von Gottfried Semper entworfenen Oppenheimschen Familiengruft beerdigt. Ihre Mutter verstarb zwei Jahre nach ihrem Tod.

## Werk
Alexe Grahl fotografierte Stillleben von Blumen an ihrem Standort im Garten oder geschnitten in einem Gefäß. Einen weiteren Schwerpunkt bilden Porträts und Figurenstudien, vor allem die weiblichen Mitglieder ihrer Familie inszeniert sie dafür als geheimnisvolle Wesen in der Natur. Die dargestellten Personen sind hauptsächlich Familienangehörige und deren Freunde. Beim Anblick der Fotos von Alexe wird nicht nur bei den Landschafts-, Garten- oder Blumenfotos, sondern auch aus der Art, wie die Personen von ihr in die Natur eingebunden sind – sei es durch den direkten Kontakt mit Laub, Blättern, oder einem Blumenstrauss in der Hand – ihre eigene Nähe zwischen Natur und Mensch sehr spürbar. Die meisten Fotos sind in Loschwitz entstanden, dem geliebten Wohn- und Gartenparadies der Familie, Sommeraufenthalt für über 40 Jahre – 1863 bis nach dem Tod der Mutter Elisabeth Grahl, 1905. Einige Bilder sind auch im Inneren der Wohnung Dresden Wiener Straße 33, aufgenommen worden. Vermutlich sollten sie vor dem Umzug in die Wiener Straße 28, Anfang 1893, die Einrichtung dokumentieren.
Im Oktober/November 1897 nahm Alexe mit einer Aufnahme an dem Concours Photographique organisé par ‚La Vie Française‘ teil. Das Fluss-Foto vom Wettbewerb zeigt die Elbüberschwemmung 1890.
Ihre Fotografien sind im Kreis ihrer Geschwister verblieben und waren öffentlich lange nicht greifbar. Was die Schwester Rose (verehelichte Stengel) besaß, wurde Nachkriegsverlust. Roses Tochter Lili Voelcker (geb. Stengel) teilt in einem Dankschreiben vom 14. Juli 1974 anlässlich ihres 93. Geburtstags mit: „Meine Fotos, von Tante Alexe gemacht, sind alle weg, als die Amis unser Haus in Heidelberg 1947 beschlagnahmten.“ Erst in Nachfolge der Schwester Anna (verehelichte Hettner) öffnete Frau Wiltrud Irion eine wahre Fundgrube, so dass wir eine Vorstellung von der Tätigkeit dieser privat gebliebenen Fotografin gewinnen.

Auswahl von Werken
Löwenzahn (I) (um 1896)
Löwenzahn (II) (um 1896)
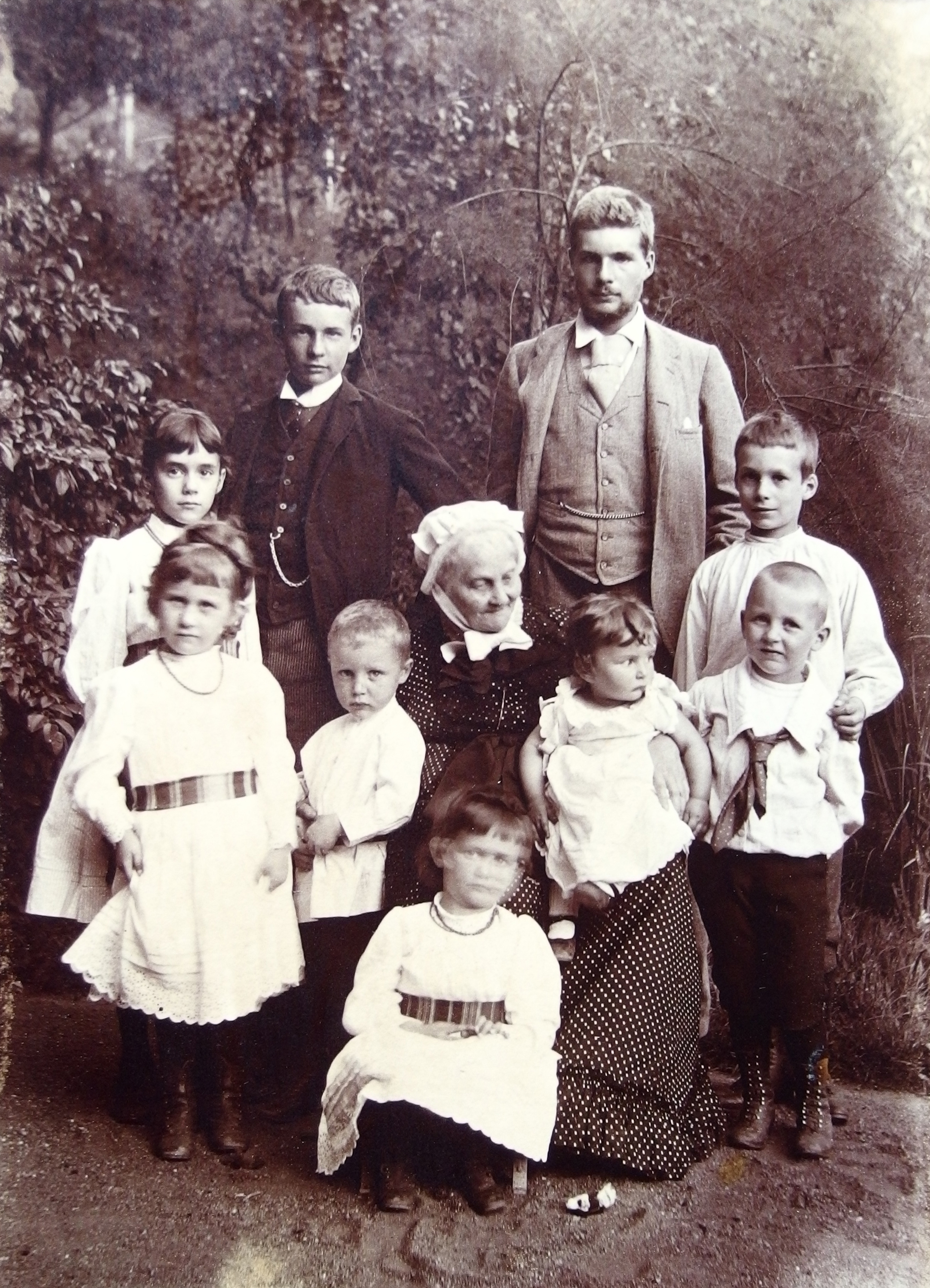
Elisabeth Grahl (geb. Oppenheim) (1892)
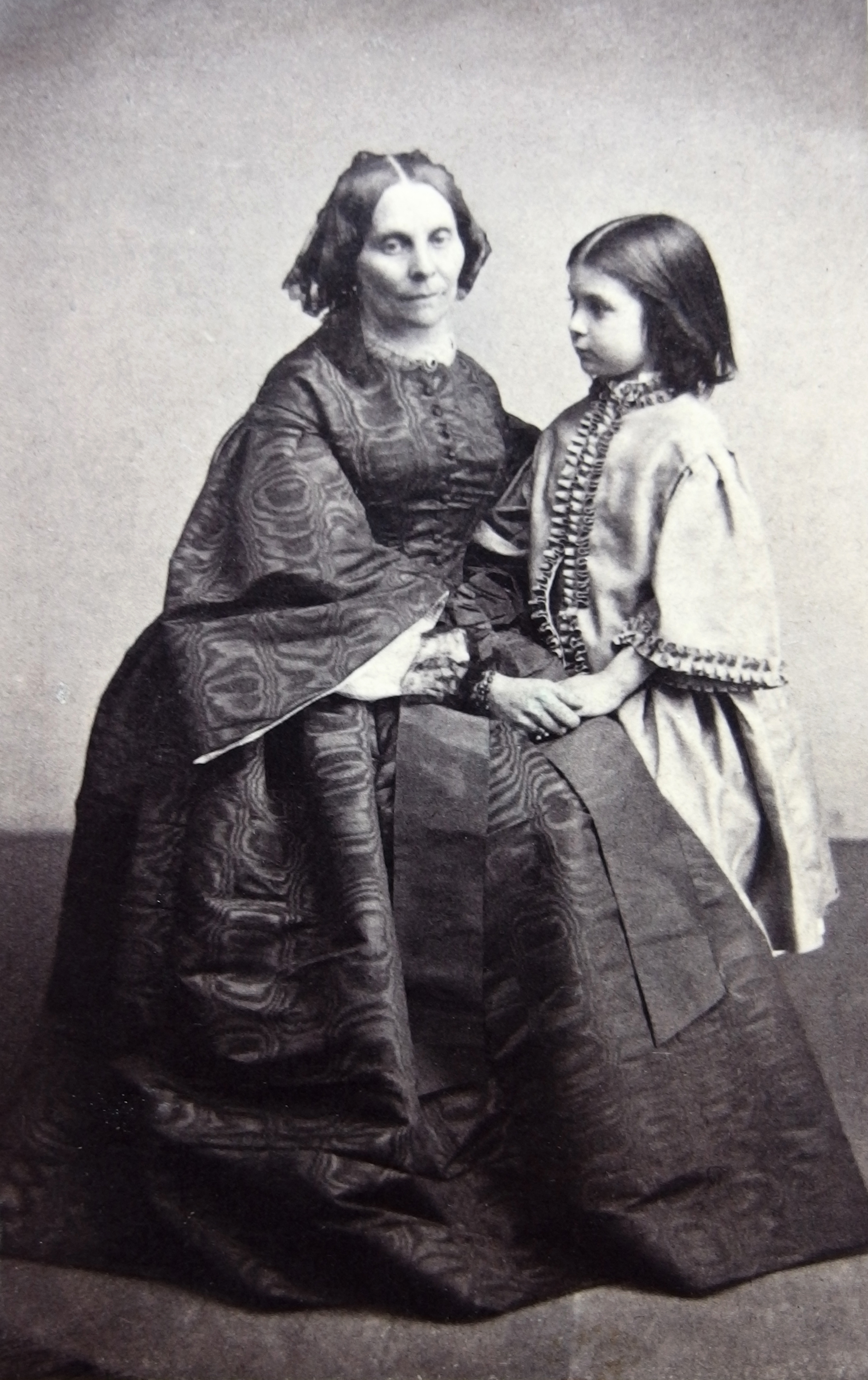
Elisabeth Grahl (geb. Oppenheim) mit Else Rethel (1858)

## Arbeitsweise
Bei Alexe Grahls Fotos wird die von der Familie vermittelte große Liebe zur Natur ganz stark spürbar. Vor allem ist „der Mensch in seiner (natürlichen) Umgebung“ ein Kennzeichen ihrer Fotografien. Sie fotografierte Blumen im Garten oder arrangierte sie kunstvoll in einem Gefäß, um ein Blumenstillleben zu erschaffen, wie es aus der Tradition der Malerei bekannt ist. So lassen sich in den fotografischen Werken von Alexe Grahl stilistische Merkmale der Malerei ausfindig machen. Die Tochter eines Malers verweigert die Schnappschussästhetik und setzt der reinen Dokumentationsfunktion ein künstlerisch inszeniertes Bild entgegen.

## Druckstempel
Ihr Druckstempel zeigt eine stilisierte Blume zwischen den Anfangsbuchstaben A und G. Botanisch handelt es sich um eine senkrecht-monosymmetrische Blüte.

## Bestand in öffentlichen Sammlungen
Den umfangreichsten Bestand bildet ein mehrere hundert Aufnahmen umfassendes Album in den Staatlichen Museen zu Berlin, Kunstbibliothek, das als Schenkung von Wiltrud Irion 2022 in die Sammlung gekommen ist. Das Museum für Kunst und Gewerbe Hamburg besitzt zwei Stillleben mit Löwenzahn, die seit 1916 durch den Ankauf der Sammlung des Hamburger Kaufmanns und Kunstförderers Ernst Juhl Teil der Sammlung sind. Die beiden Aufnahmen wurden 1897 mit weiteren 6 Fotografien in der  Hamburger Ausstellung der Gesellschaft zur Förderung der Amateurphotographie  in der Hamburger Kunsthalle ausgestellt.

## Ausstellungen
Ausstellung Wiki Women – Wissen gemeinsam ergänzen, Museum für Kunst und Gewerbe Hamburg, 27. Mai – 24. September 2023